# Drew Viney
Drew Viney, né le 17 septembre 1988, à Villa Park, en Californie, est un joueur américain de basket-ball. Il évolue au poste d'ailier fort.

## Biographie
Il signe dans le club d'Orléans Loiret Basket, en France, pour la saison 2012-2013.